# Elecciones generales de Suecia de 1994
Las elecciones generales se celebraron en Suecia el 18 de septiembre de 1994. El Partido Socialdemócrata (S) siguió siendo el partido más grande en el Riksdag, ganando 161 de los 349 escaños. Dirigido por Ingvar Carlsson, el partido volvió al poder y formó un gobierno minoritario después de las elecciones. El Partido Verde (MP) también regresó al Riksdag después de una ausencia de tres años.
El Partido Moderado (M) mejoró ligeramente su desempeño de 1991, pero al resto de partidos de la derecha: el Partido del Centro (C), el Partido Popular Liberal (FP) y la Unidad Democrática Cristiana (KDS) les fue mal, y estos últimos apenas conservaron su representación parlamentaria. 
Nueva Democracia (NyD), un partido político populista de derecha que había ingresado al Riksdag tres años antes, tuvo un mal desempeño, perdiendo a la mayoría de sus votantes y todos sus escaños en el Riksdag. En total, el porcentaje de votos del partido cayó del 6,7% en 1991 al 1,2% en 1994. La elección sería la primera en la historia de Suecia en que el período de la legislatura sería de cuatro años, a diferencia de los períodos anteriores que duraban tres años.

## Campaña electoral
El 10 de enero, la ministra de Finanzas, Anne Wibble, presentó el presupuesto estatal de este año, que mostró un déficit presupuestario de 170 mil millones de coronas suecas. El volátil tipo de cambio de la corona desde el otoño de 1992 había significado buenos tiempos para la industria de exportación, la industria forestal y las ventas de automóviles, pero esto aún no había significado una reducción del desempleo. A comienzos del año 1993/1994, 600,000 personas estaban desempleadas o participaban en cualquier medida del mercado laboral.
El 1 de julio, el gerente de Skandia, Björn Wolrath, explicó en una entrevista en Dagens Industri que la aseguradora había dejado de comprar bonos del gobierno sueco desde hace una semana e instó al gobierno a tomar medidas contra los déficits en el presupuesto estatal. El deterioro de la economía sueca perjudicó a los partidos de derecha que durante la campaña electoral trataron de tener una posición estable frente a los partidos de izquierda. Los partidos del gobierno no presentaron ningún programa electoral en conjunto.
En junio, el ministro de Medio Ambiente, Olof Johansson, renunció al gobierno de derecha de cuatro partidos tras la decisión de construir el Puente Öresund. Sin embargo, el Partido del Centro (C) permanecería en el gobierno. En una conferencia de prensa el 29 de junio de 1994, el secretario del Partido Moderado (M), Gunnar Hökmark, declaró que los socialdemócratas tenían la intención de aumentar los impuestos en 80 mil millones si ganaban las elecciones. Los socialdemócratas negaron esto, refiriéndose a la moción económica de primavera del partido, que solo preveía 3.7 mil millones en aumentos de impuestos.
El 19 de agosto, los socialdemócratas presentaron su manifiesto electoral, el Plan Persson, donde presentaron mejoras de ingresos en el presupuesto estatal con un total de 61 mil millones de coronas suecas. El 4 de septiembre, SIFO presentó una encuesta que dio a los socialdemócratas un apoyo del 47,4 por ciento, un aumento de casi 10 puntos porcentuales con respecto a las anteriores elecciones. 
Al mismo tiempo, las encuestas de opinión subieron para el Partido de la Izquierda (V) y el Partido Verde (MP). El mismo día, el líder del Partido Socialdemócrata (S) Ingvar Carlsson debatió contra el primer ministro Carl Bildt en Gnosjö, donde Bildt acuñó la frase desarte roji-verde. Ahora, si las encuestas son correctas, debe sentarse allí con un desorden rojo-verde, donde realmente puede sentarse en el regazo de la señora Schyman o el señor Schlaug.
El nuevo presidente del partido Nueva Democracia (NyD), Ian Wachtmeister, anunció que renunciaría en la primavera y estalló una lucha interna por el poder dentro del grupo parlamentario. En abril, Harriet Colliander fue elegida nueva líder del partido, pero las luchas internas continuaron y en junio fue depuesta en una reunión extra del partido de convocatoria y reemplazada por Vivianne Franzén. Franzén se destacó por sus declaraciones muy críticas sobre el islam y la inmigración a Suecia.
El Partido Verde (MP) hizo campaña como oposición a una posible membresía sueca en la UE. El referéndum sobre la UE se celebró el 13 de noviembre. La Unidad Democrática Cristiana (KDS) estaban cerca de abandonar el Parlamento después de verse expuestos, como lo vieron, a una campaña electoral sucia por parte de los socialdemócratas. Se cree que los votos de apoyo de simpatizantes en su mayoría moderados han salvado a los demócratas cristianos en el parlamento.

## Resultados
| Party                              | Votes     | %     | Seats | +/– |
| ---------------------------------- | --------- | ----- | ----- | --- |
| Partido Socialdemócrata (S)        | 2,513,905 | 45.25 | 161   | +23 |
| Partido Moderado (M)               | 1,243,253 | 22.38 | 80    | 0   |
| Partido del Centro (C)             | 425,153   | 7.65  | 27    | –4  |
| Partido Popular Liberal (FP)       | 399,556   | 7.19  | 26    | –7  |
| Partido de la Izquierda (V)        | 342,988   | 6.16  | 22    | +6  |
| Partido Verde (MP)                 | 279,042   | 5.02  | 18    | +18 |
| Unidad Democrática Cristiana (KDS) | 225,974   | 4.07  | 15    | –11 |
| Nueva Democracia (NyD)             | 68,663    | 1.24  | 0     | –25 |
| Otros partidos                     | 57,006    | 1.03  | 0     | 0   |
| Votos nulos/en blanco              | 84,853    | –     | –     | –   |
| Total                              | 5,640,393 | 100   | 349   | 0   |
| Votantes registrados/participación | 6,496,120 | 86.82 | –     | –   |
| Fuente: Nohlen & Stöver            |           |       |       |     |

## Después de las elecciones
El día después de las elecciones, el primer ministro Carl Bildt (M) presentó su renuncia al presidente del parlamento Ingegerd Troedsson. El presidente aceptó la renuncia al primer ministro y el resto del gabinete. Posteriormente, el presidente habló con los líderes de los partidos y Vicepresidentes de los partidos representados en el Riksdag. Más tarde ese día, el presidente del partido y líder socialdemócrata, Ingvar Carlsson, se le ordenó que estudiara las condiciones para formar un gobierno con la base más amplia posible.
Durante la campaña electoral, Bengt Westerberg del Partido Popular Liberal (FP) había expresado su interés en formar un gobierno de coalición entre su partido y los socialdemócratas, siempre que el partido no obtuviera un resultado peor en comparación con las elecciones de 1991. Después de las elecciones, se especuló si los socialdemócratas implementarían esto a pesar del hecho de que el Partido Popular Liberal (FP) tuvo un resultado peor que el de 1991. Ingvar Carlsson tuvo contactos iniciales con Westerberg el martes y miércoles.
Dos días después, Ingvar Carlsson, y el presidente, anunciaron que, después de tener contacto con todos los representantes del partido, su opinión era que un gobierno en minoría compuesto por socialdemócratas y con una amplia cooperación también tendría las mejores condiciones para impedir los bloqueos. Luego, el presidente de nuevo consultó con otros representantes de los partidos y los Vicepresidentes. 
Después de estas consultas, Ingvar Carlsson recibió el encargo de investigar las condiciones para formar un gobierno en minoría con apoyo en el Parlamento. El 22 de septiembre, Ingvar Carlsson informó al presidente de los contactos con los líderes de los partidos  que demostraban el apoyo necesario para formar gobierno. Ingvar Carlsson recibió el encargo de completar el trabajo preparatorio para formar un nuevo gobierno. La presidenta entrante del Riksdag, Birgitta Dahl (S) fue informada del trabajo preparatorio para la formación de un nuevo gobierno por parte de Ingegerd Troedsson el 28 de septiembre. Birgitta Dahl fue elegida presidenta el 3 de octubre y luego se hizo cargo del trabajo. Se reunió con los líderes del partido y los vicepresidentes el mismo día.
El 4 de octubre, la Presidenta propuso al Riksdag un nuevo Primer Ministro, Ingvar Carlsson, quien tenía la intención de formar un gobierno compuesto por representantes del Partido de la Izquierda (V). El Parlamento aprobó la propuesta el 6 de octubre. Antes de la votación, los representantes de todos los partidos hicieron declaraciones de votación, excepto los socialdemócratas. 
- Lars Tobisson del Partido Moderado (M) señaló: que los moderados votaron no cuando sintieron que había una mejor solución y que se abstuvieron cuando la propuesta del presidente surgió como una consecuencia natural de la situación parlamentaria. En este contexto, los moderados, de la misma manera que en la situación correspondiente de 1982, se abstendrían de votar, lo que significaba que no se juzgaría la política del futuro gobierno.[4]
- Per-Ola Eriksson del Partido del Centro (C) declaró que: en opinión del partido, la elección del Primer Ministro es una cuestión de examinar si la propuesta del Presidente está de acuerdo con el principio parlamentario incorporado en la Constitución. El Partido consideró que la propuesta del Presidente estaba en línea con la situación parlamentaria y, por lo tanto, se abstendría de votar. Esto no constituía de ninguna manera una posición sobre la política que el gobierno de Carlsson pretendía seguir.[4]
- Lars Leijonborg del Partido Popular Liberal (FP) creía que Suecia necesitaba un gobierno que tuviera mayoría. Según la interpretación del Partido Popular de la forma de gobierno, es importante evaluar si la solución propuesta para el problema del gobierno es la mejor. Por otro lado, el partido no ve el voto como una posición sobre la idoneidad del primer ministro propuesto como líder del gobierno o la política del gobierno entrante. En conversaciones con el presidente, el Partido Popular recomendó que se probaran las posibilidades de lograr un gobierno mayoritario a través de una coalición a través de las fronteras del bloque. Ingvar Carlsson también obtuvo la misión del presidente de explorar la posibilidad de formar un gobierno lo más amplio posible. Pero en nuestra opinión, nunca consideró seriamente la posibilidad de formar un gobierno mayoritario. Por lo tanto, el Partido Popular votaría en contra de la propuesta de nombrar a Ingvar Carlsson como primer ministro con la tarea de formar un gobierno minoritario socialdemócrata. En esto, enfatizó Lars Leijonborg, no hubo una valoración de la aptitud personal de Ingvar Carlsson para el trabajo como líder del gobierno, ni ninguna valoración de la política que adoptaría el nuevo gobierno.[4]
- Gudrun Schyman del Partido de la Izquierda (V) declaró que después de las conversaciones con Ingvar Carlsson, el partido de izquierda votaría por un primer ministro socialdemócrata, ya que creó las condiciones para implementar partes importantes de la política del partido. Sin embargo, el Partido de Izquierda examinaría objetivamente las diversas propuestas del Gobierno Socialdemócrata.[4]
- Marianne Samuelsson del Partido Verde (MP) argumentó que el Partido había designado un gobierno con la mayoría más amplia posible. Para que la parte apoyara activamente a Ingvar Carlsson, había querido comprometerse a que la energía nuclear comenzaría a interrumpirse durante el mandato, que la parte no había recibido. Por lo tanto, el partido ambientalista se abstendrá de votar.[4]
- Alf Svensson del Unidad Democrática Cristiana (KDS) declaró que la propuesta del Presidente era natural con respecto a los resultados electorales y las declaraciones hechas durante el movimiento electoral por representantes del Partido Verde (MP) y el Partido de la Izquierda (V). Esto no sería visto como una posición sobre la futura política gubernamental.[4]

En la votación, 180 miembros (S y V) votaron sí a la propuesta y 26 miembros (FP) votaron no. 130 miembros se abstuvieron (M, C, MP y el KDS). El Riksdag aprobó así la propuesta del Presidente y nombró a Ingvar Carlsson como Primer Ministro. El mismo día, el presidente emitió una orden para el Primer Ministro en nombre del Parlamento. 
Una semana después de las elecciones, Bengt Westerberg anunció que renunciaría después de 11 años como líder del partido del Partido Popular Liberal (FP). El 7 de octubre, el gobierno se hizo cargo de Carlsson en un salón tradicional en el Castillo de Estocolmo bajo la presidencia del Rey Carlos XVI Gustavo. El 18 de agosto de 1995, Ingvar Carlsson anunció su intención de renunciar como presidente del partido y primer ministro en un congreso extrapartidista esta primavera, y el ministro de Finanzas, Göran Persson, fue elegido nuevo presidente del partido de los socialdemócratas y, por lo tanto, también sucedió a Ingvar Carlsson como primer ministro de Suecia. El gobierno de Persson asumió el cargo el 22 de marzo de 1996.